# Goat Pond
Goat Pond är en reservoar i Kanada.   Den ligger i provinsen Alberta, i den centrala delen av landet, 3 000 km väster om huvudstaden Ottawa. Goat Pond ligger 1 681 meter över havet. Arean är 1,0 kvadratkilometer. Den sträcker sig 1,5 kilometer i nord-sydlig riktning, och 1,3 kilometer i öst-västlig riktning.
I omgivningarna runt Goat Pond växer i huvudsak barrskog. Trakten runt Goat Pond är nära nog obefolkad, med mindre än två invånare per kvadratkilometer.